# El Port de la Selva
El Port de la Selva (officiellement en catalan) est une municipalité située dans la comarque de l'Alt Empordà dans la Province de Gérone en Catalogne. Elle est située au nord du cap de Creus et en plein cœur du parc naturel du même nom.
À côté de la pêche, le tourisme prend une part de plus en plus importante dans l'économie du village[réf. nécessaire]. Le village est construit selon une architecture propre aux petits villages traditionnels de la Costa Brava autour de l'église de Santa Maria de les Neus.

## Géographie
Le village se situe à 33 km de Figueres, capitale de l'Alt Empordà, et à 70 km de Gérone, capitale de la province. Sa superficie est l'une des plus grandes de la région, ses limites allant de "Rec d'en Feliu" jusqu'à l'anse de Portaló sur la côte et jusqu'aux limites des villages de Llançà, Vilajuïga, Pau, Palau-saverdera, La Selva de Mar, Roses et Cadaqués à l'intérieur des terres.
Le village présente une diversité en termes de paysages : côte méditerranéenne, vignes, sommets escarpés comme Sant Salvador (671 m), Puig de Queralbs (621 m) qui font partie de la Serra de Rodes.

## Histoire

### Les débuts
La première référence historique à la présence d'habitants à cet endroit remonte à un document datant de l'an 974 qui parle du "porto quod dicunt Armi-rodas", document donné au Monastère de Sant Pere de Rodes par Gausfred d'Empúries.
Ensuite, il a fallu attendre une longue période avant de voir réapparaître une mention dans des documents datant du XVIIe siècle qui parlent d'un ensemble d'habitations indépendantes permettant d'héberger des pêcheurs de la Selva del Mar et des villages aux alentours et d'y conserver le poisson et les ustensiles de pêche.

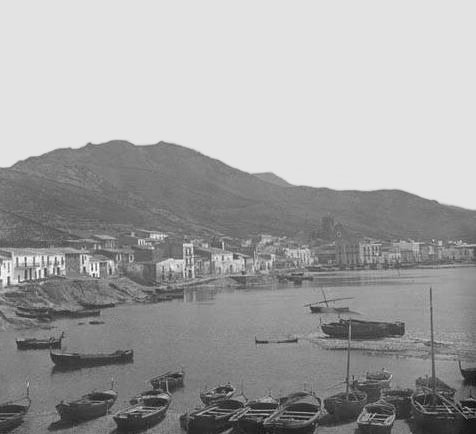
Vue générale du port à la fin du XIXe siècle.

En 1725 débuta la construction de la première église. Et en 1787, le lieu fut reconnu comme un village indépendant sur décision du roi Charles III d'Espagne.
Conjointement à la pêche, à partir du XIXe siècle, le commerce de l'huile et du vin commença à prendre de l'importance jusqu'à l'apparition de différentes épidémies, notamment le phylloxéra (au milieu du XIXe siècle). Ces maladies entraînèrent une nette baisse de l'importance économique du village, contraignant de nombreuses familles à émigrer.

## Démographie
| 1900  | 1930  | 1950 | 1970 | 1986 | 2001 | 2002 | 2004 | 2006 |
| ----- | ----- | ---- | ---- | ---- | ---- | ---- | ---- | ---- |
| 1 441 | 1 050 | 901  | 958  | 768  | 760  | 897  | 922  | 908  |

## Activités sportives
El Port de la Selva permet des d'activités sportives, tant en été qu'en hiver.
La baie permet de pratiquer presque tous les sports de mer habituels : voile, kayak, ski nautique, pêche, natation, etc.
Néanmoins, quand souffle la tramontane, il est aussi possible de pratiquer d'autres sports : kitesurf, planche à voile...
Il est aussi possible de pratiquer le nautisme en louant un bateau afin de naviguer vers le sud et le Cap Creus, où l'on trouve des sites de plongée sous-marine.
Côté montagne, le relief permet de s'exercer à la randonnée pédestre ou au cyclisme le long de plus de 30 km de pistes forestières.
Enfin, les sommets escarpés de la Serra de Rodes permettent de s'élancer en parapente depuis la zone d'envol de Sant Salvador, l'atterrissage se faisant sur la plage.

## Plages
Les quatre plages sont :
- la plage de El port de Val.
- la plage de la Tamariua.
- la plage d'El port de la Selva.
- la plage d'El Pas.

## Culture locale et patrimoine

### Lieux et monuments
Plusieurs promenades longeant la côte existent, en direction de Llançà, du Cap de Creus ou bien des contreforts de la Sierra de Rodes.
Des monolithes sont présents sur tout le territoire de la commune, notamment sur la route qui mène au monastère de Sant Pere de Rodes ou encore entre ce monastère et le village de Villajuïga.
La commune abrite plusieurs monuments religieux et historiques, parmi lesquels :
- L'église Santa Maria de les Neus : avec sculpture gothique provenant du monastère de Sant Pere de Rodes ;

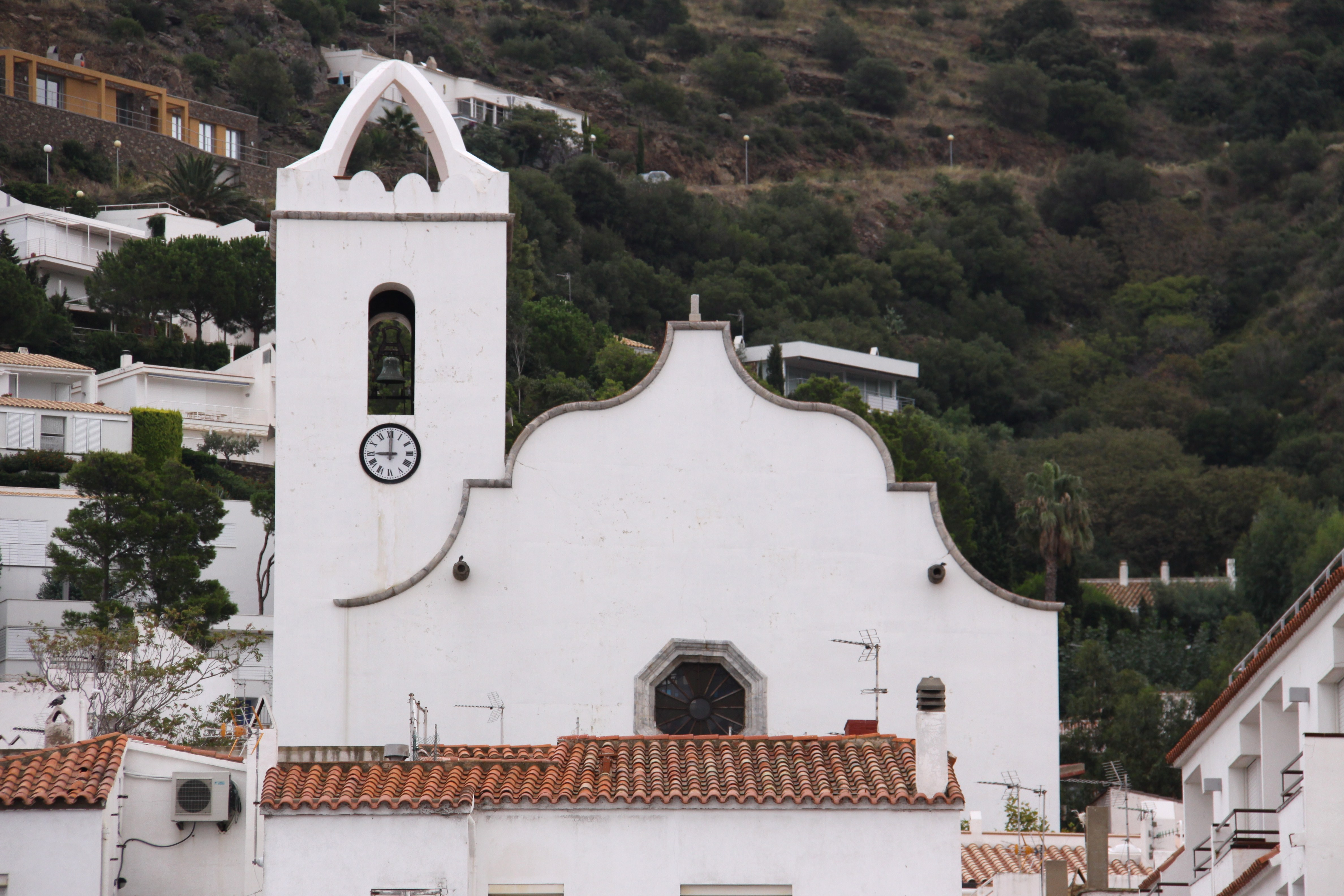
L'église Santa Maria de les Neus.
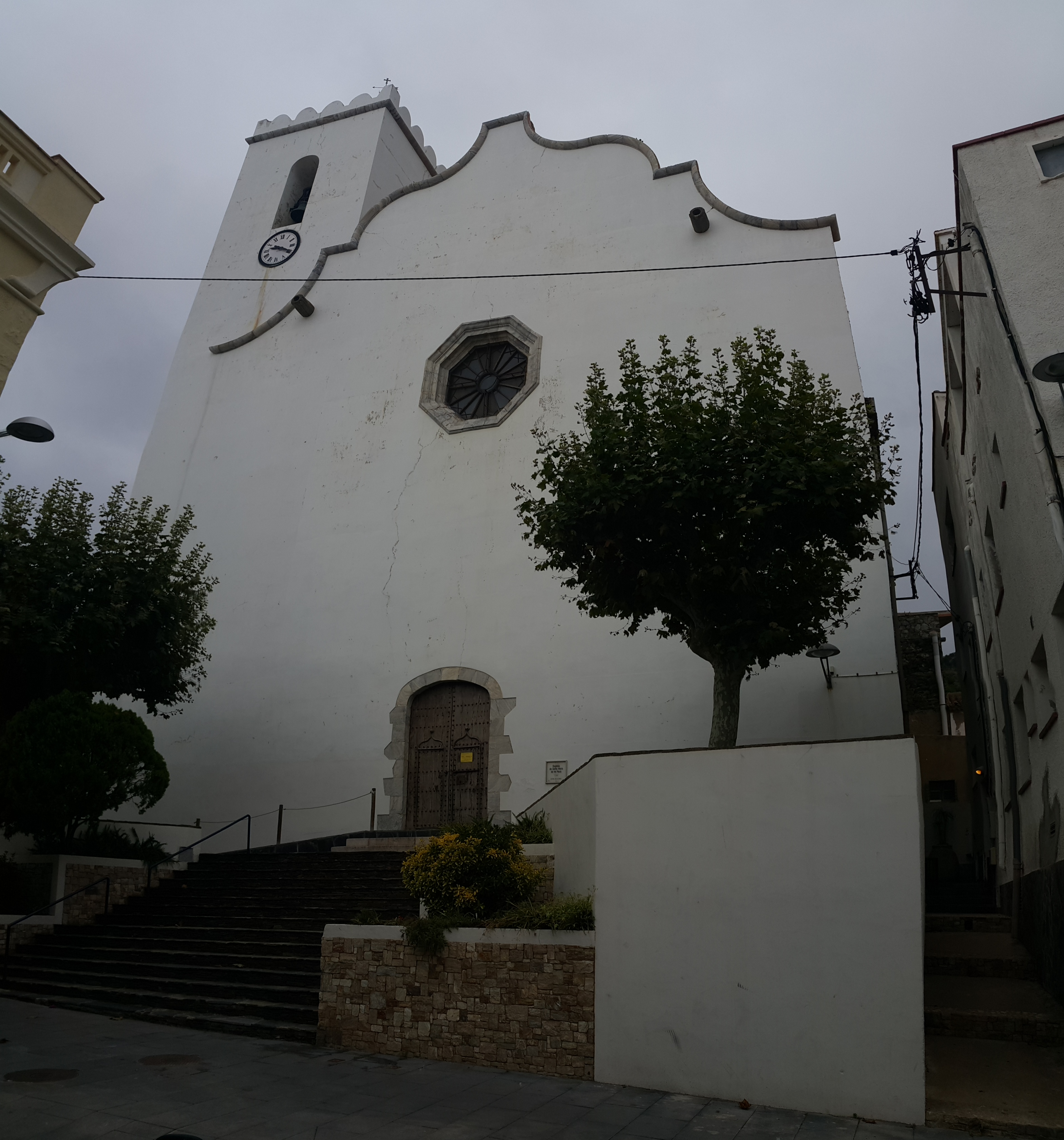
Façade avant de l'église.
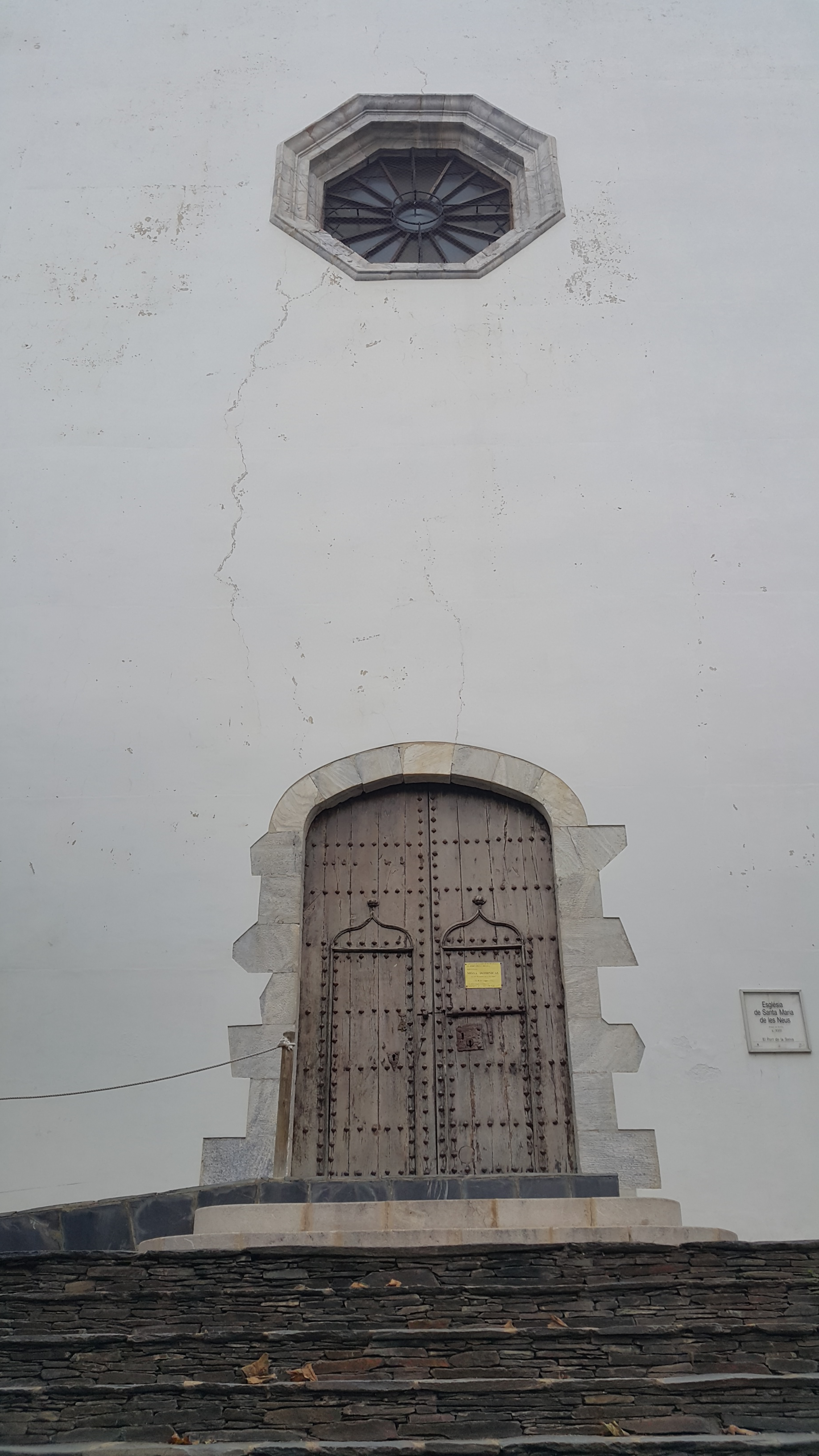
Porte d'entrée de l'église Santa Maria de les Neus.
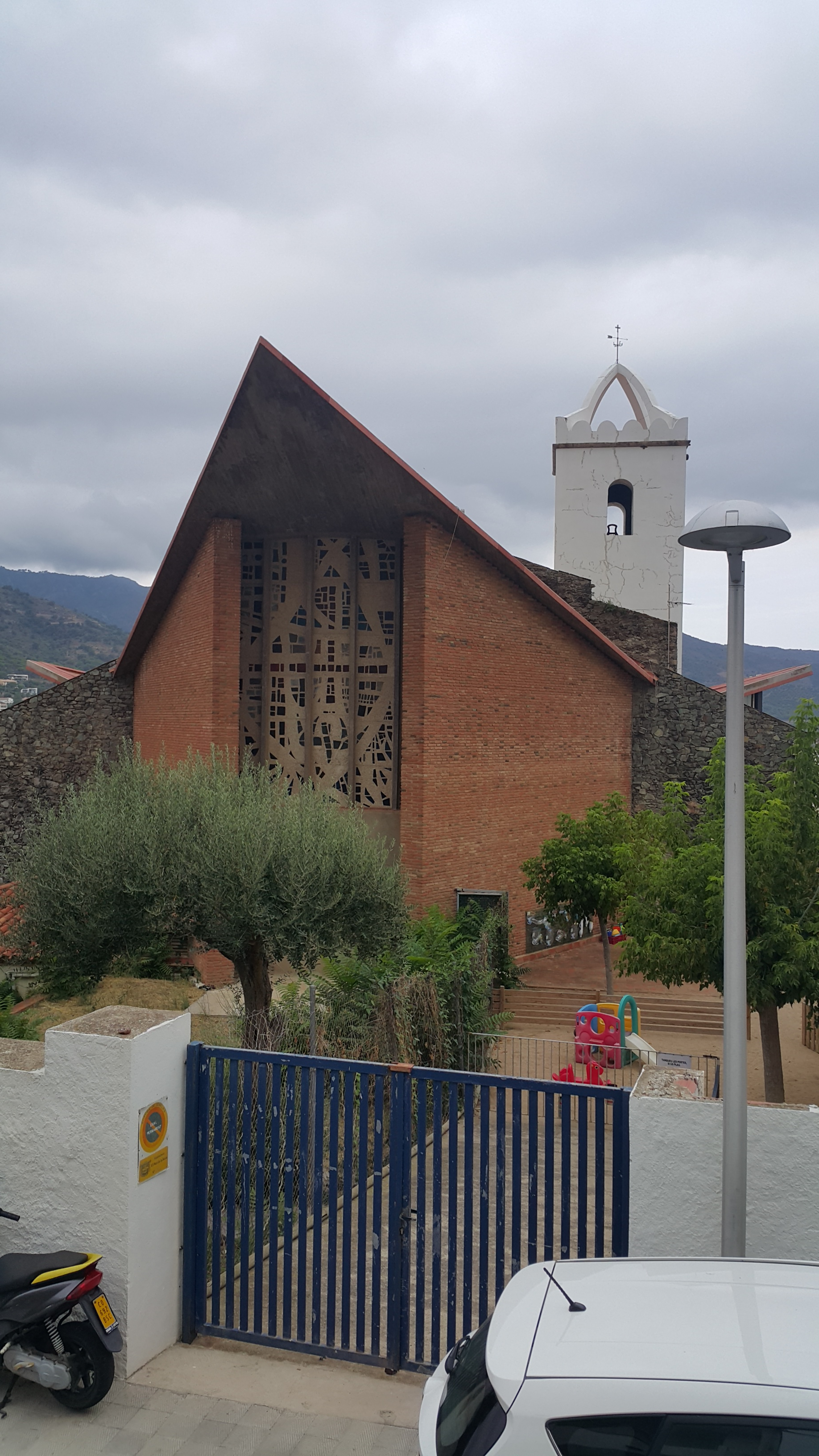
Le chœur de l'église.

- Le Monastère de Sant Pere de Rodes, patrimoine culturel national ;

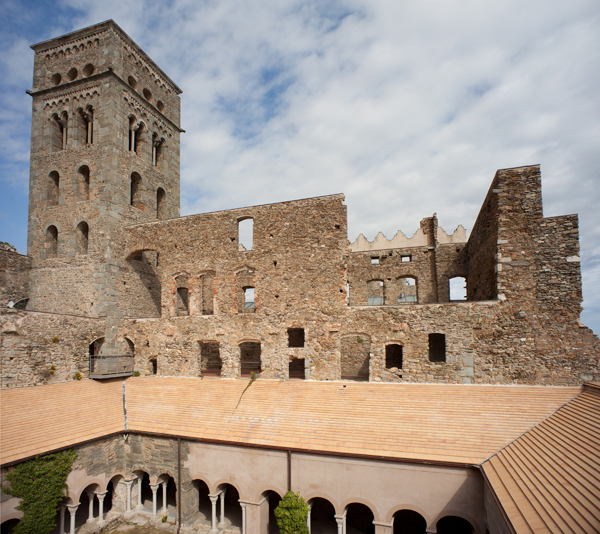
L'un des clochers et le cloître.
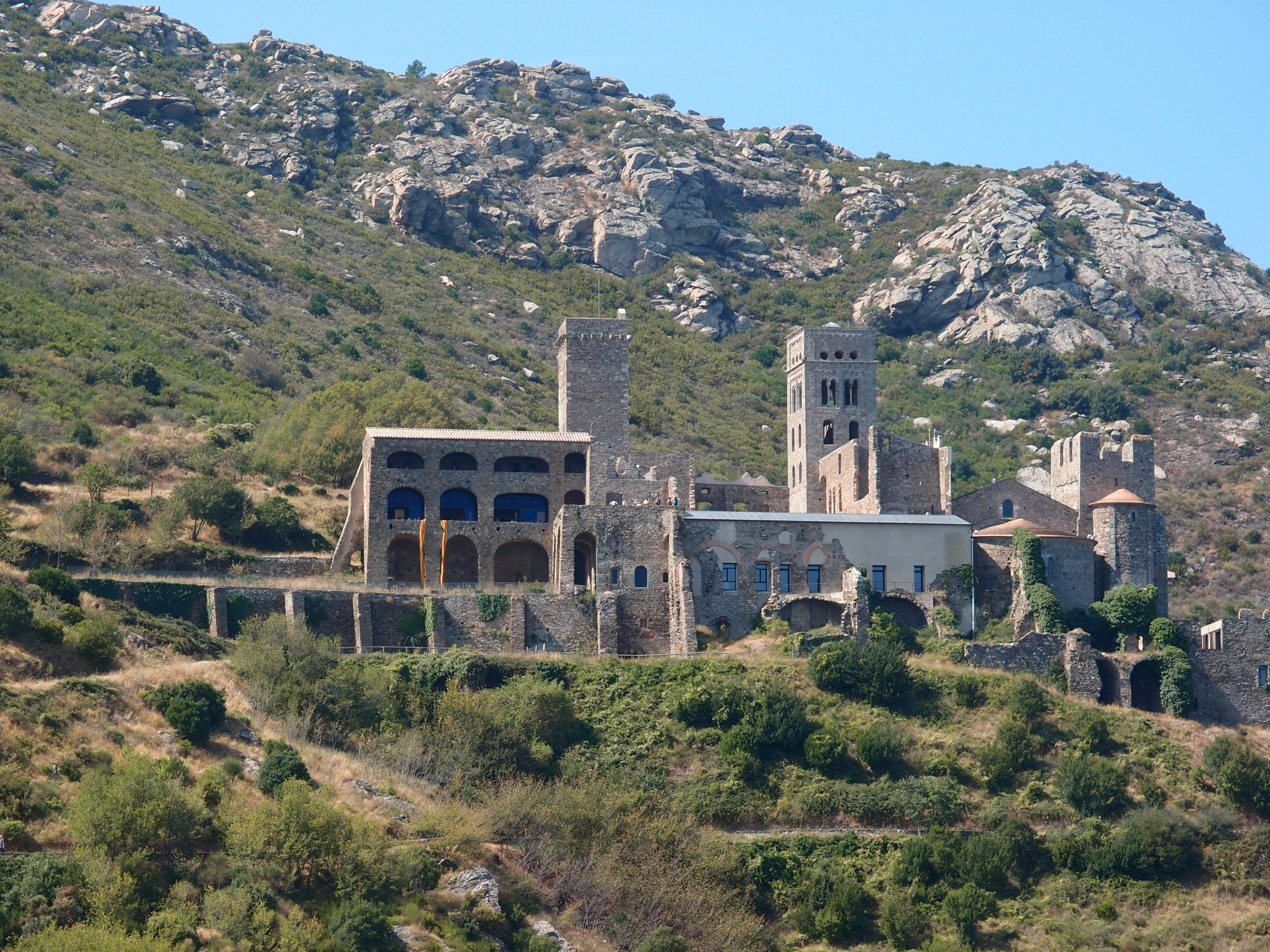
Vue d'ensemble du monastère.
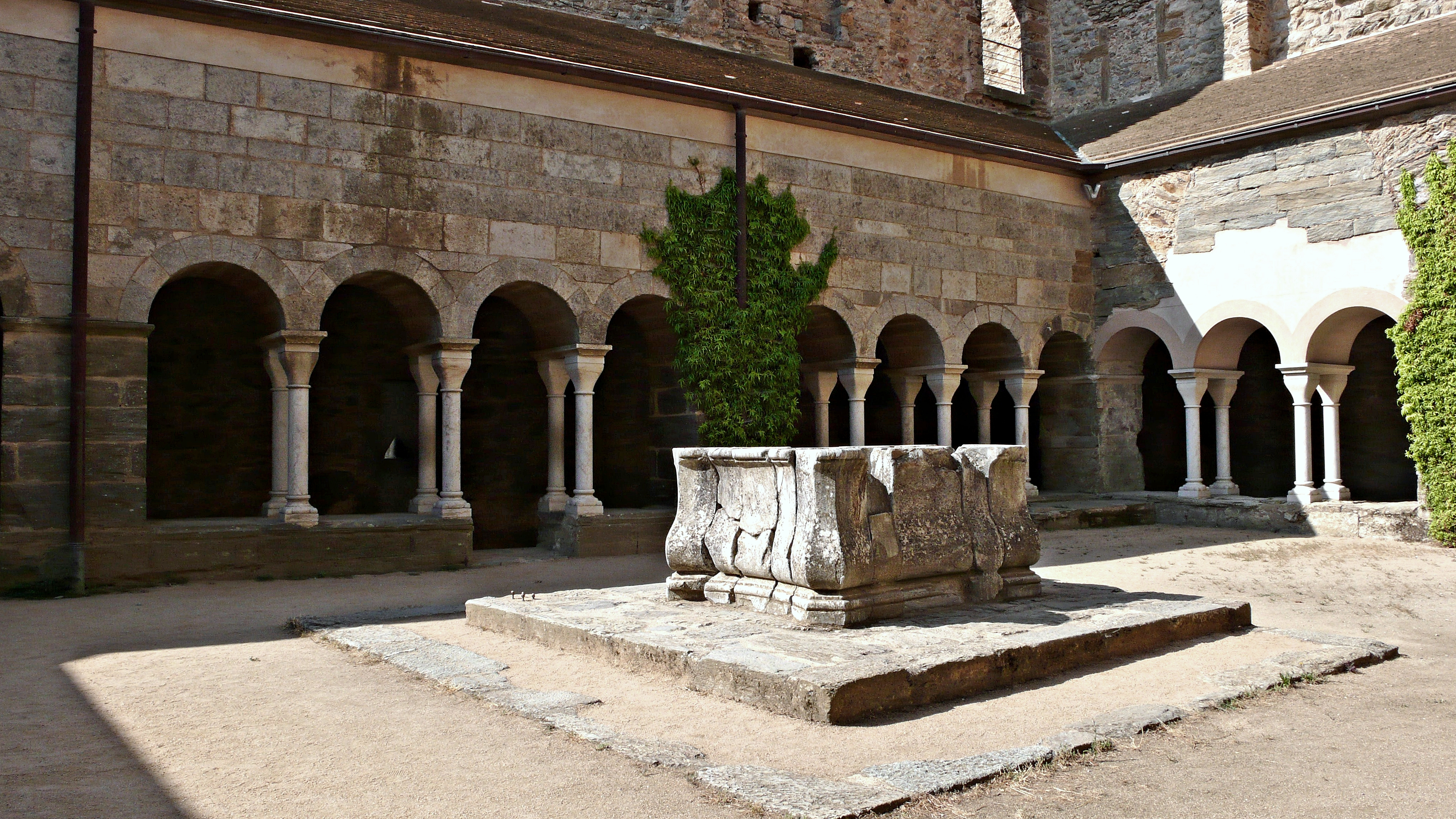
Le cloître du monastère.
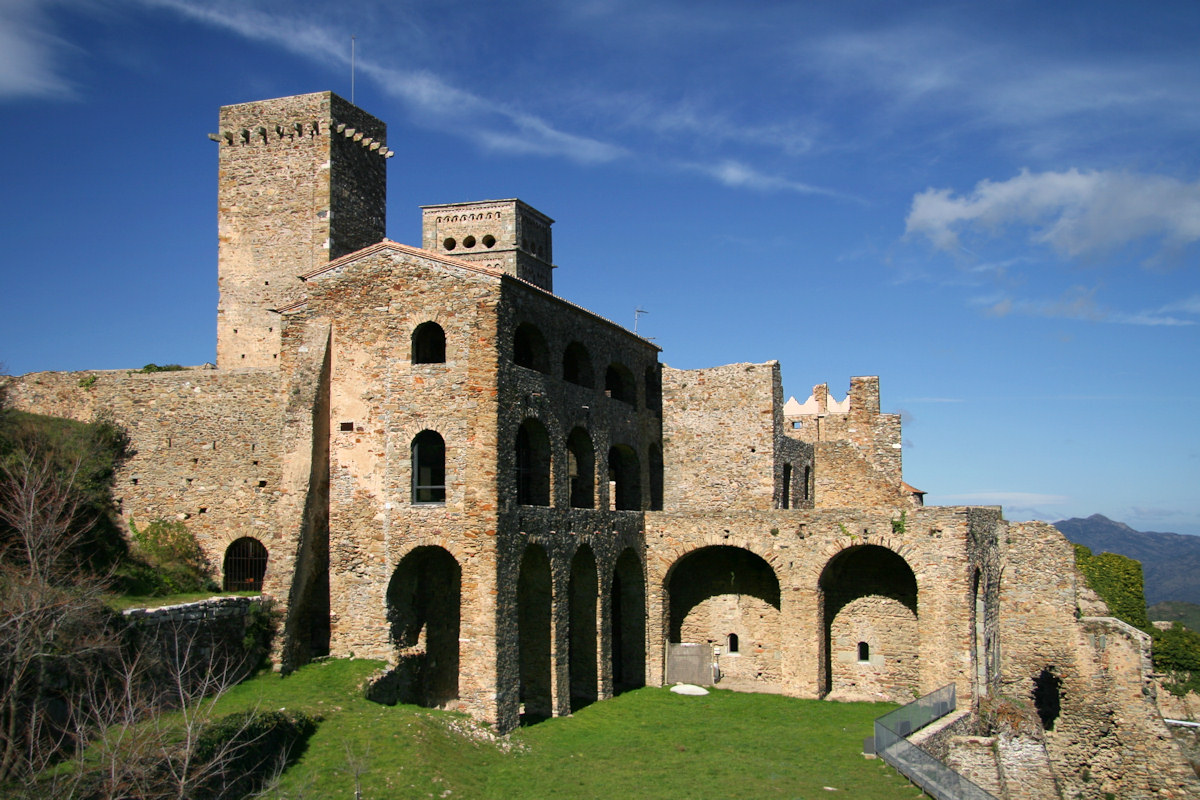
Autre vue du monastère.
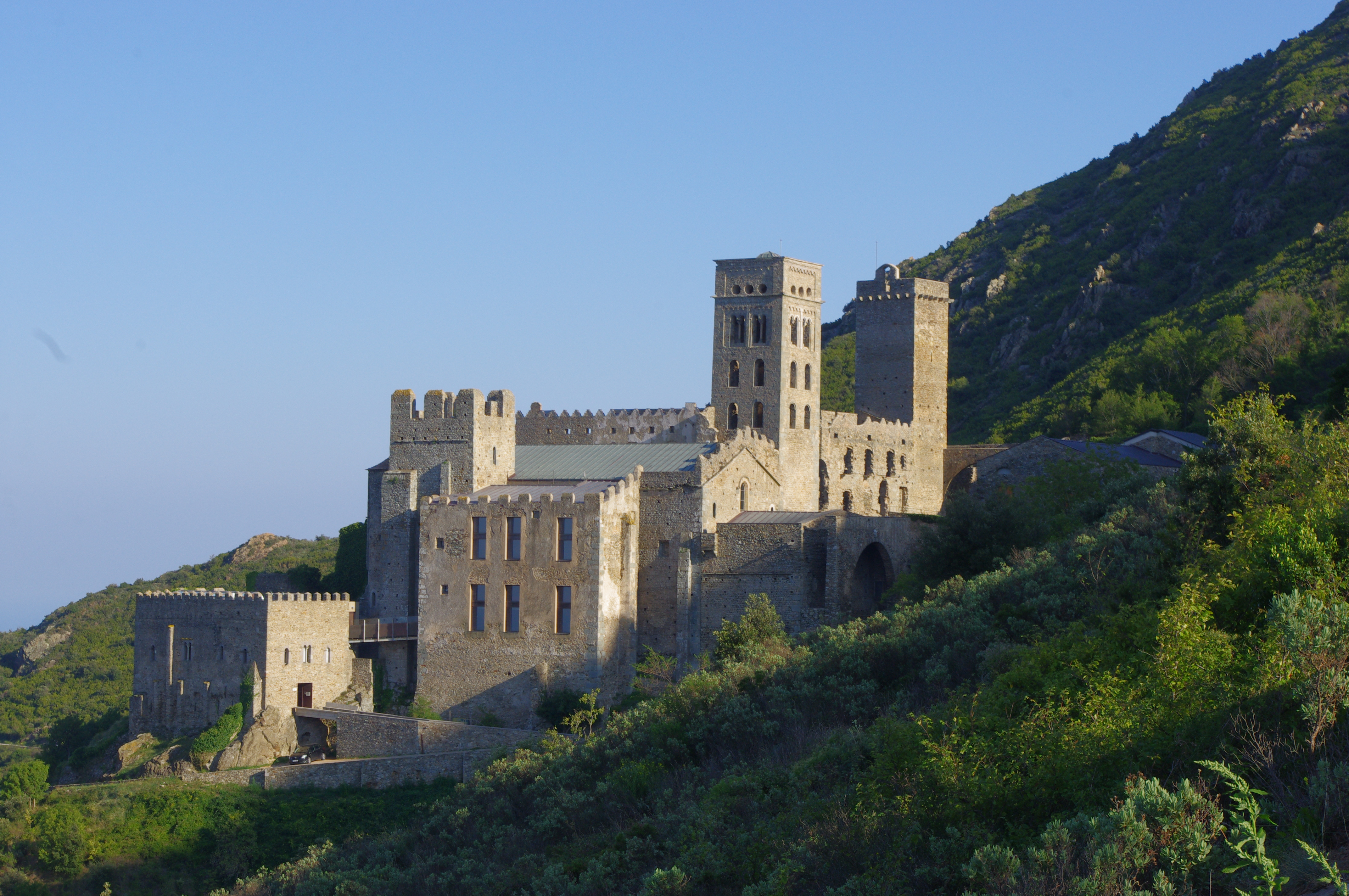
Le monastère San Pere de Rodes.

- L'église Santa Helena de Rodas, située tout près du monastère ;

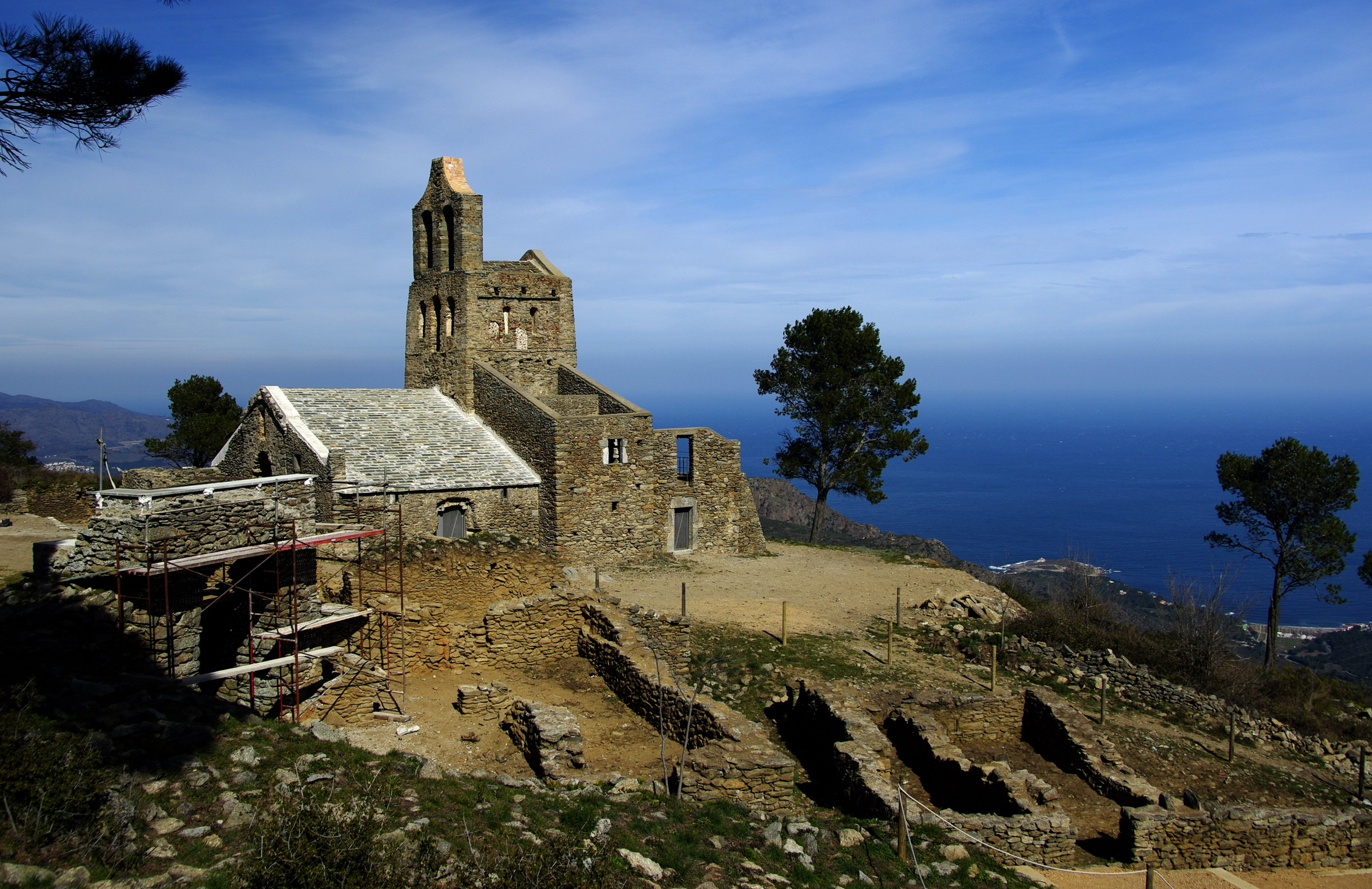
Vue d'ensemble de l'église Santa Helena de Rodes.
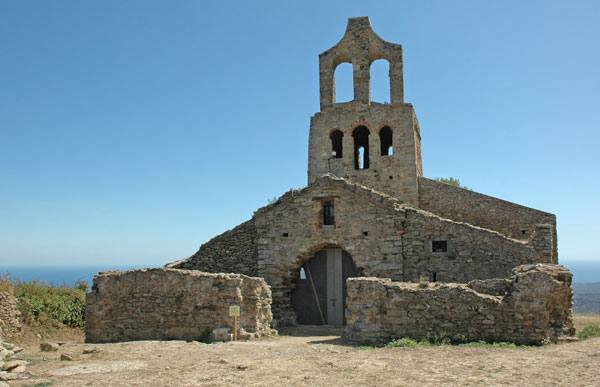
Façade avant de l'église.
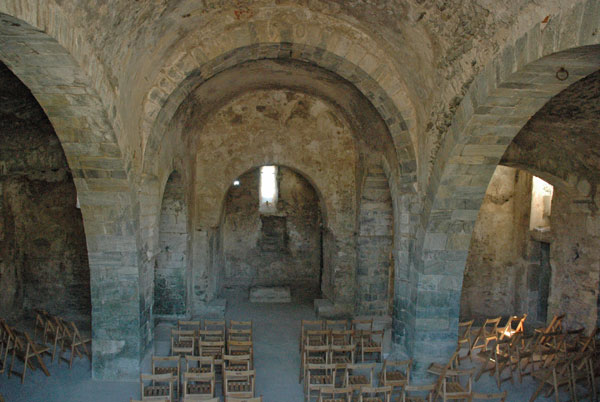
Intérieur de l'église.
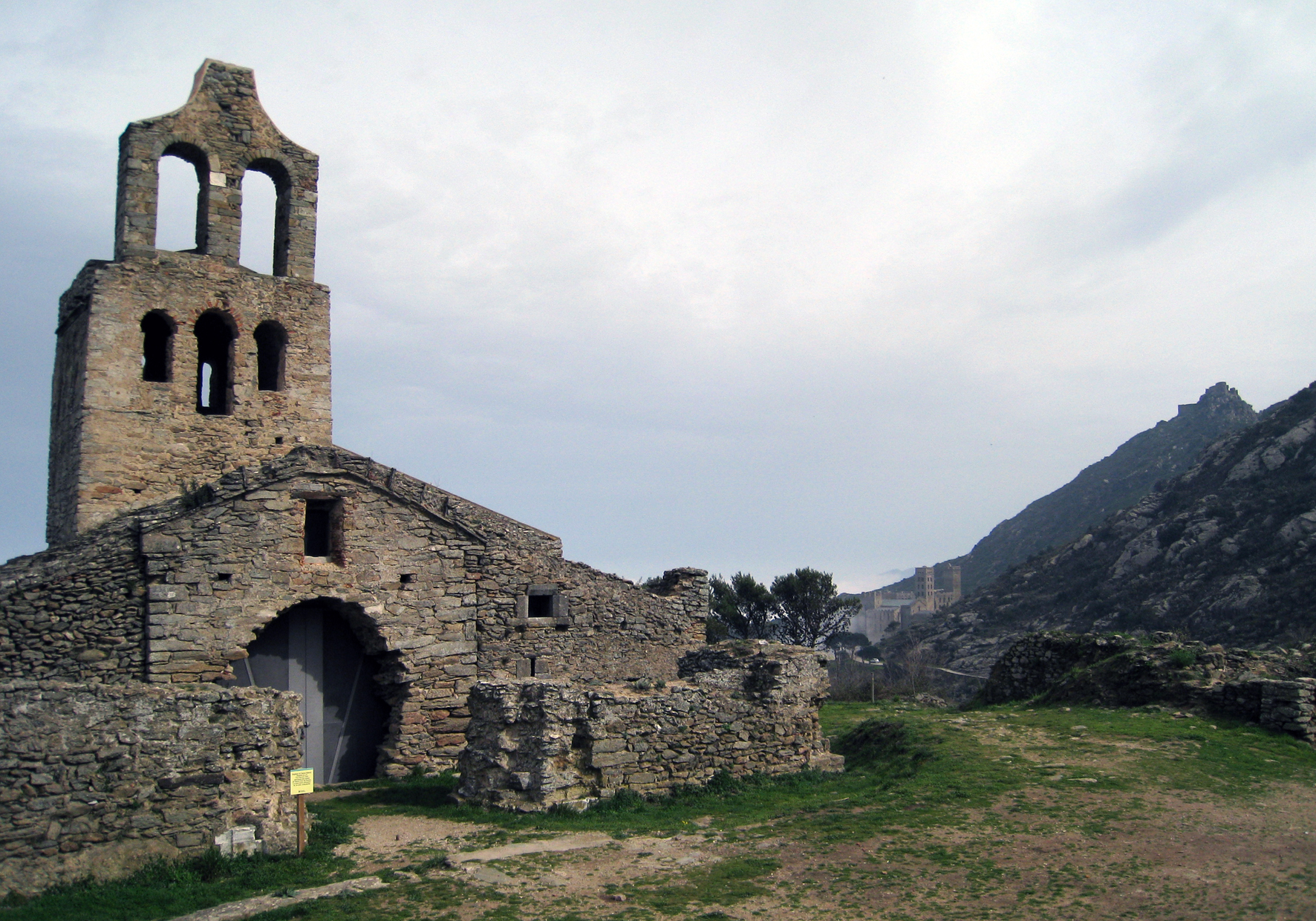
L'église et le monastère San Pere de Rodas en arrière-plan.

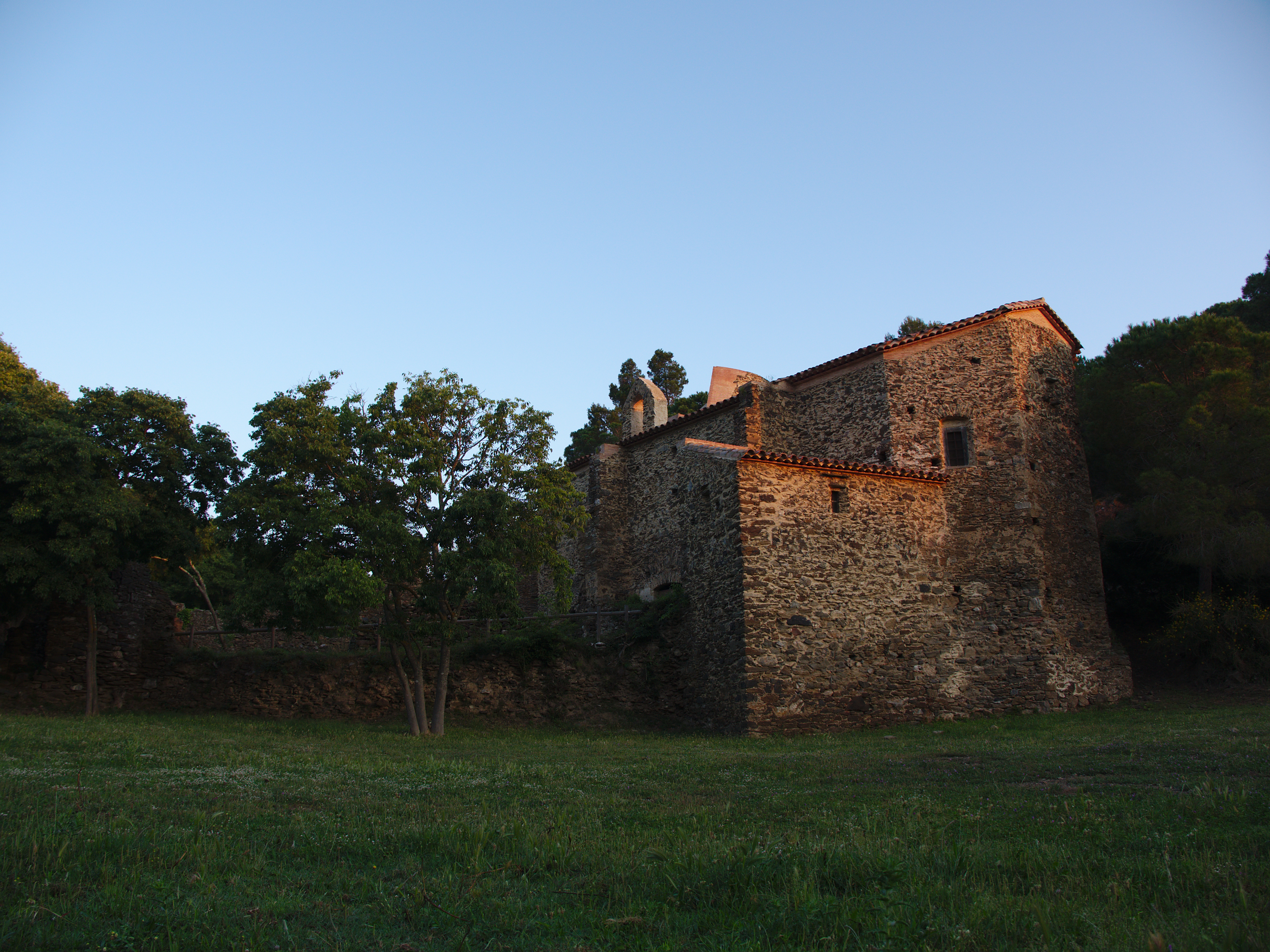
L'ermitage de Sant Baldiri de Taballera situé dans le massif du Cap Creus, à environ 5 km du village sur le GR11 ;  - L'ermitage Sant Baldiri de Taballera.
- Les ruines du château de Sant Salvador de Verdera ;

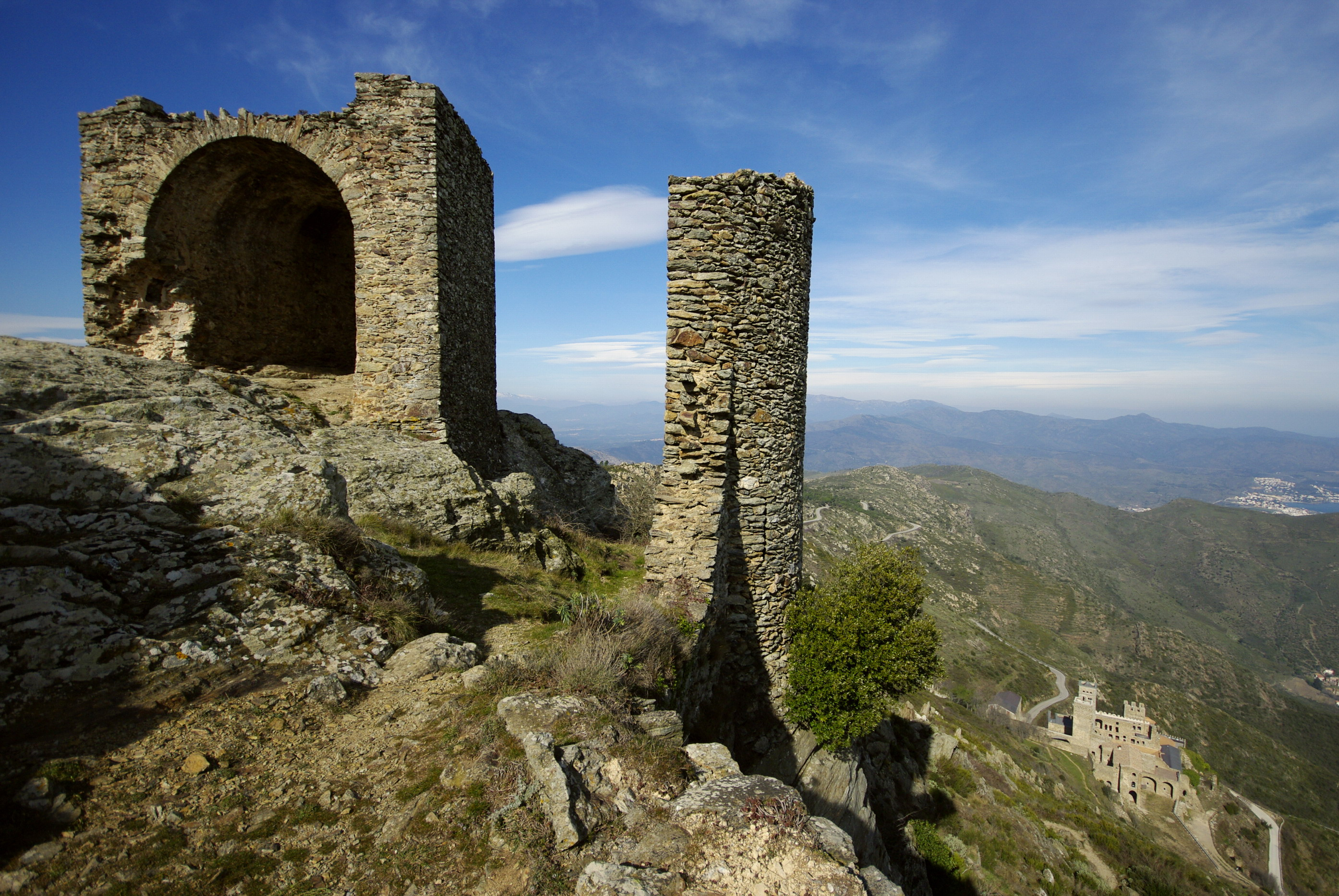
Les ruines du château de Sant Salvador de Verdera.
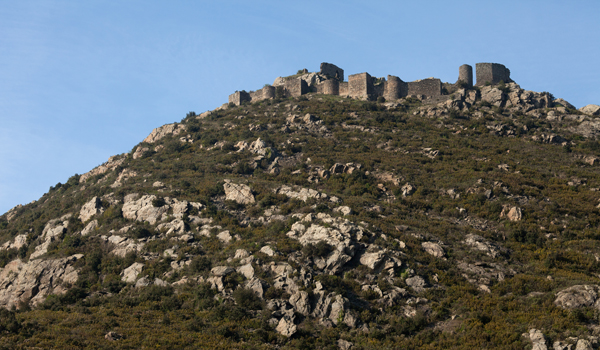
Les ruines depuis le monastère San Pere de Rodes.
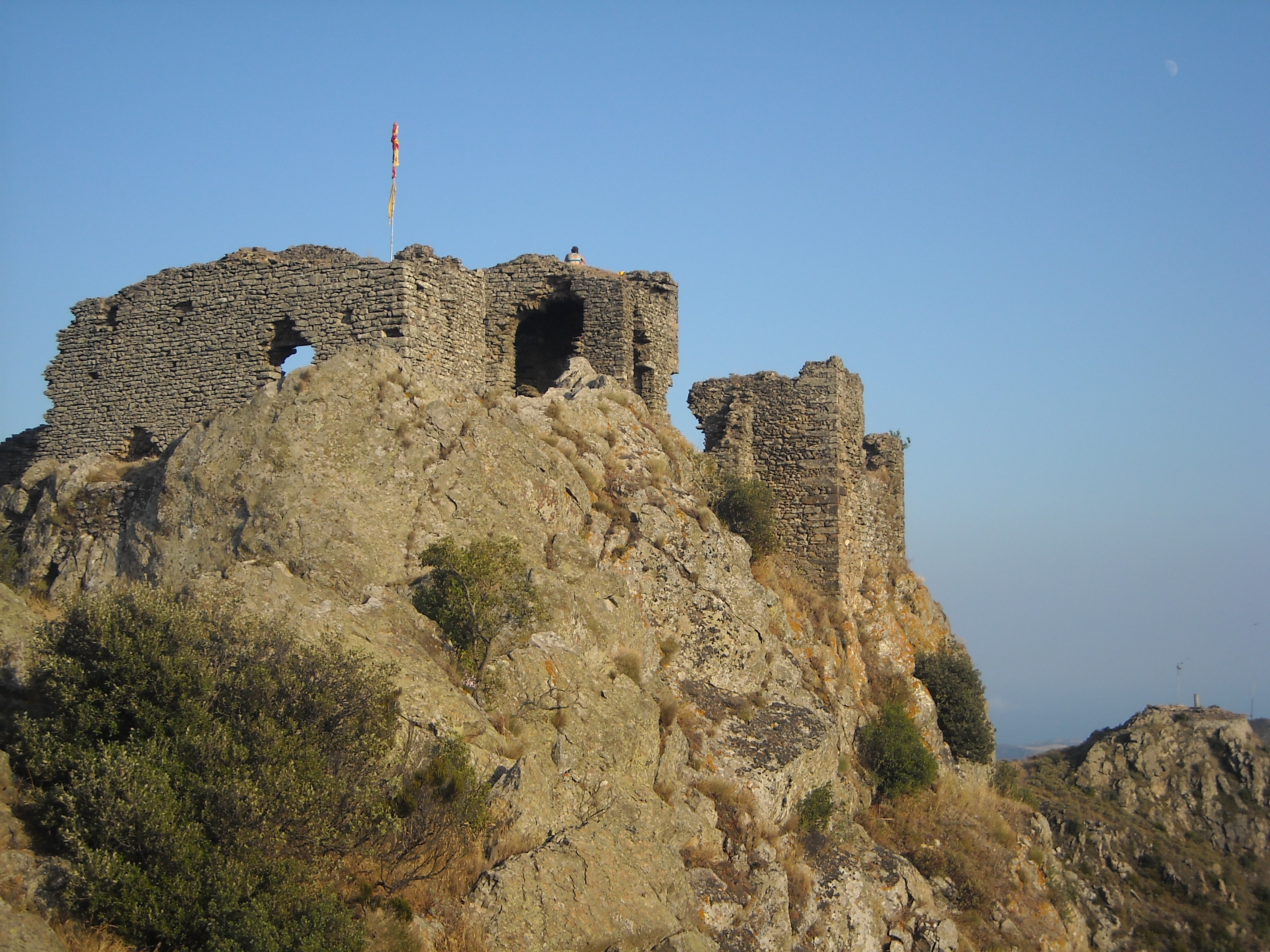
Les ruines vues depuis le sud.
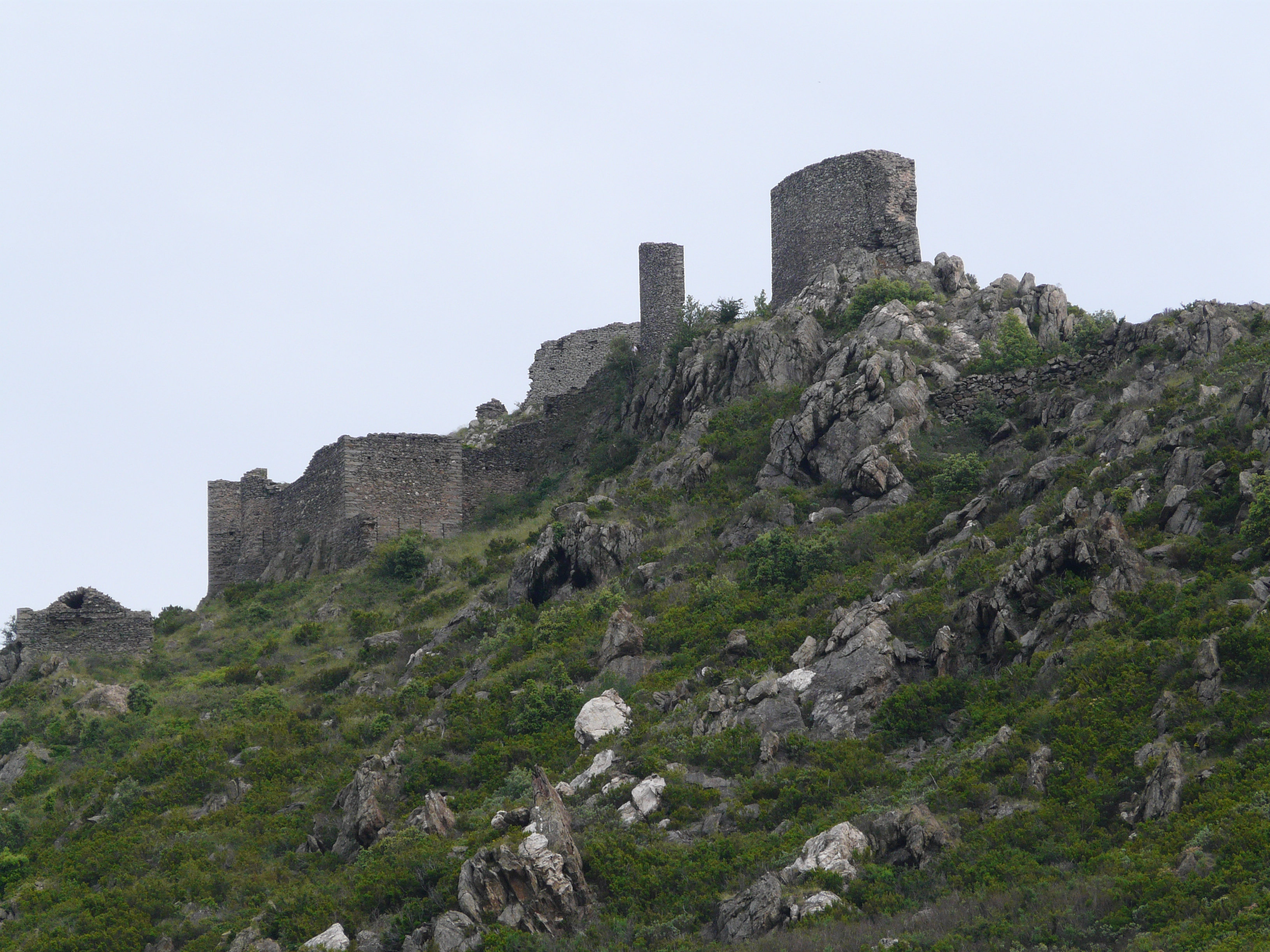
Vu des ruines depuis le nord-ouest.

- Le phare de s'Arnella.

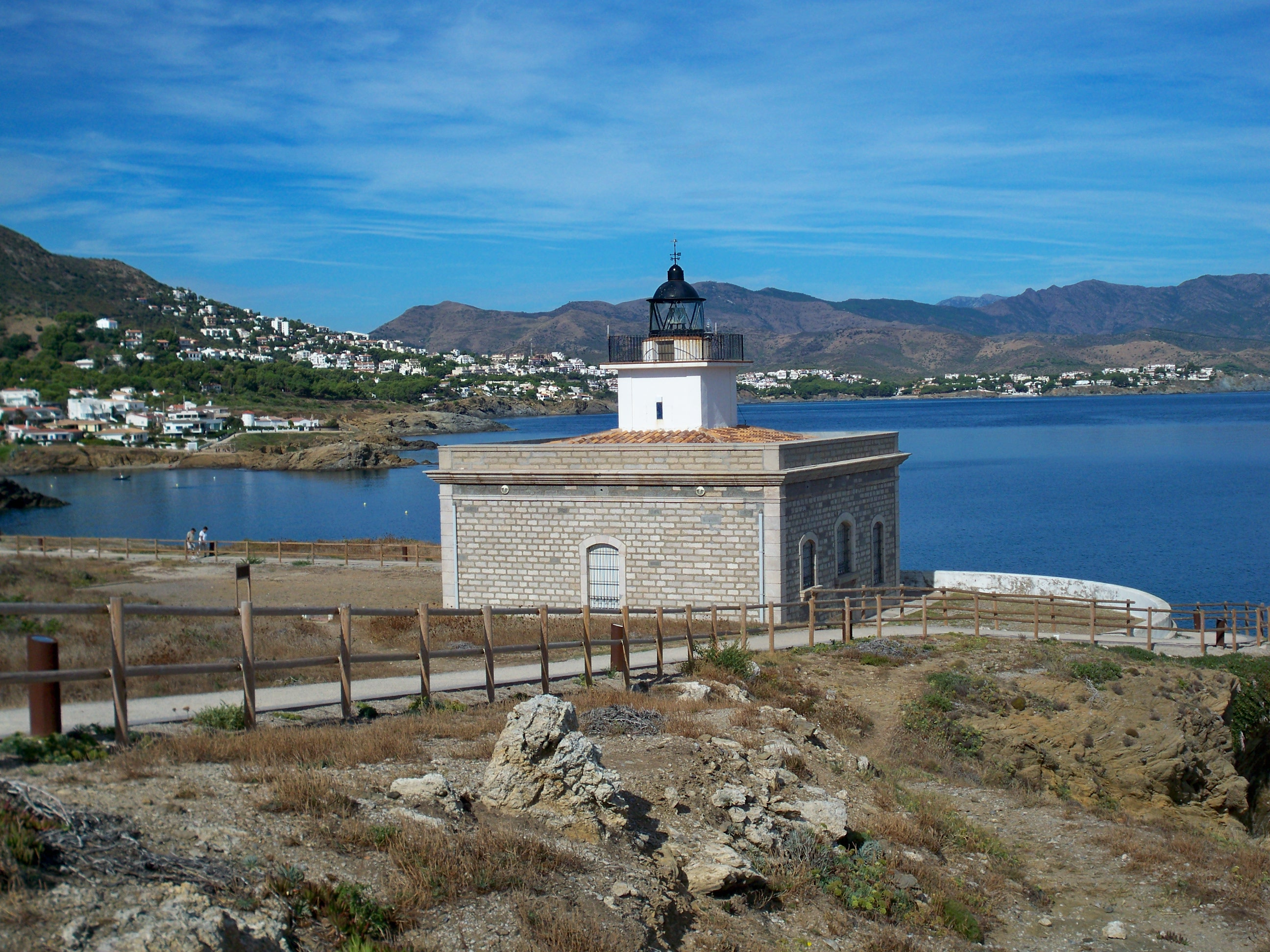
Le phare en 2013.
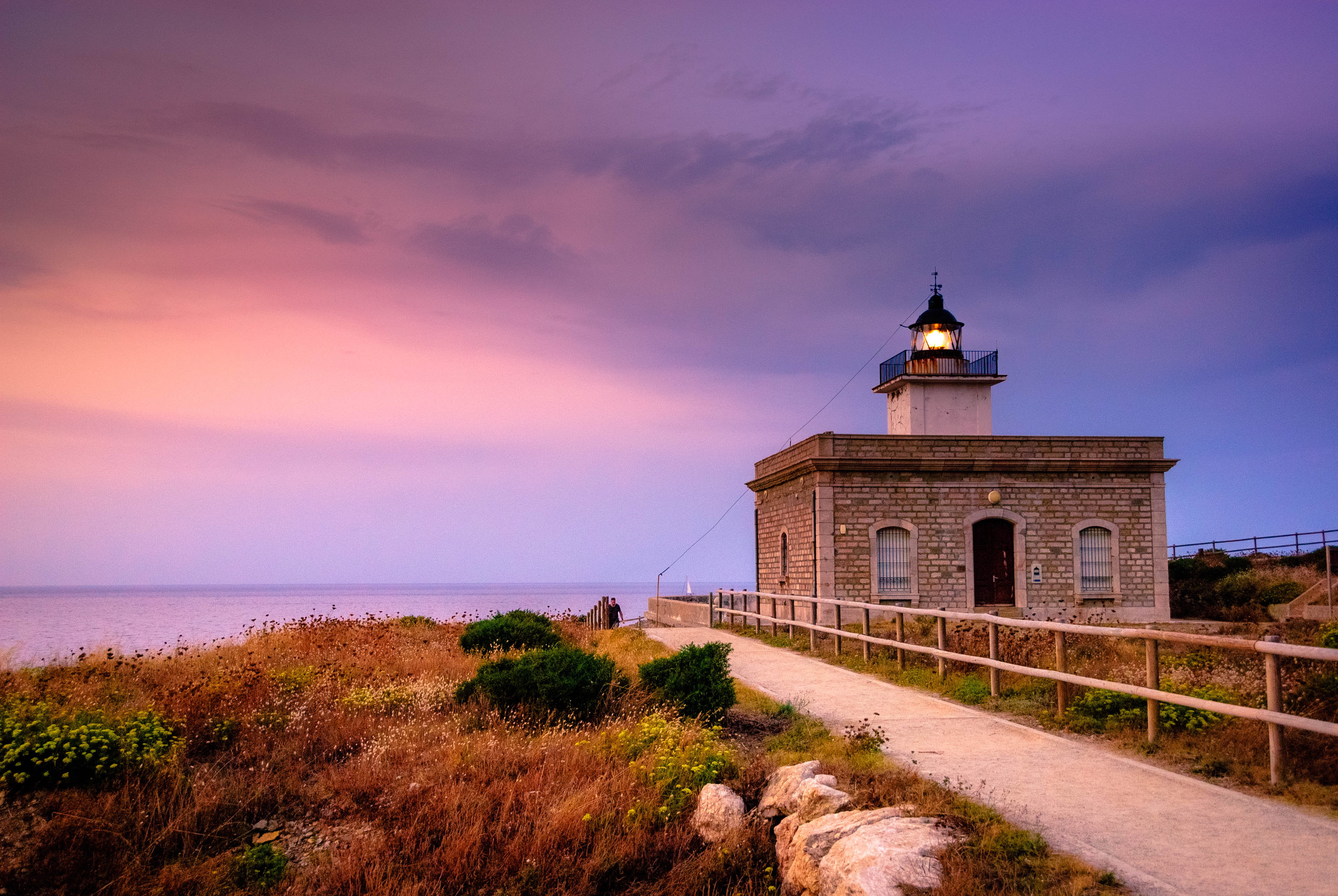
Le phare au crépuscule.
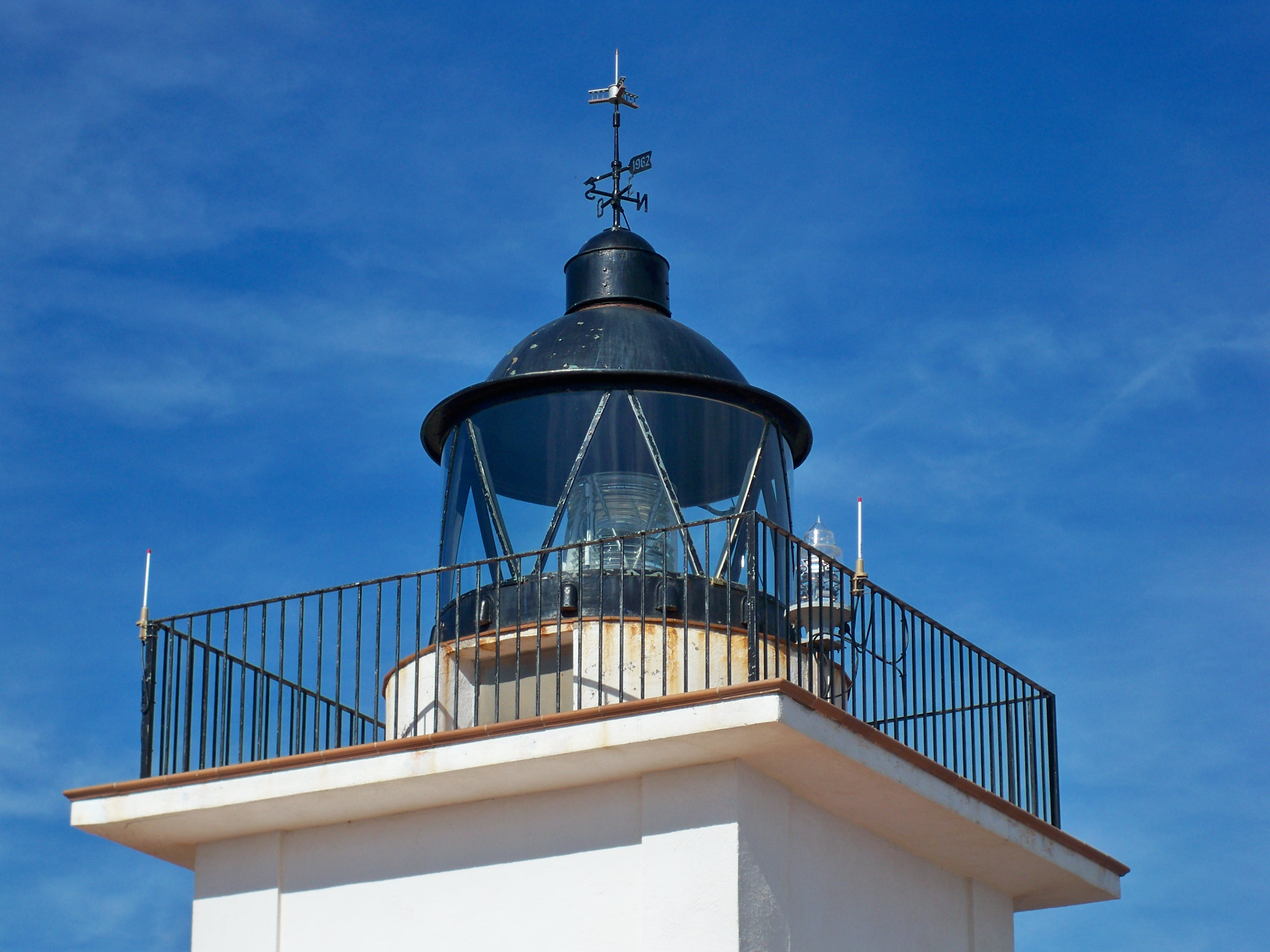
La lanterne du phare.

### Dans la culture
El Port de la Selva a inspiré l'écrivain catalan Josep Maria de Sagarra, pour ses œuvres La Balada de Luard, El Mariner et Cançons de rem i de vela.
Le chanteur belge Pierre Rapsat se rendait régulièrement en vacances à El Port de la Selva, et s'en est inspiré pour sa chanson Adéu.

## Galerie

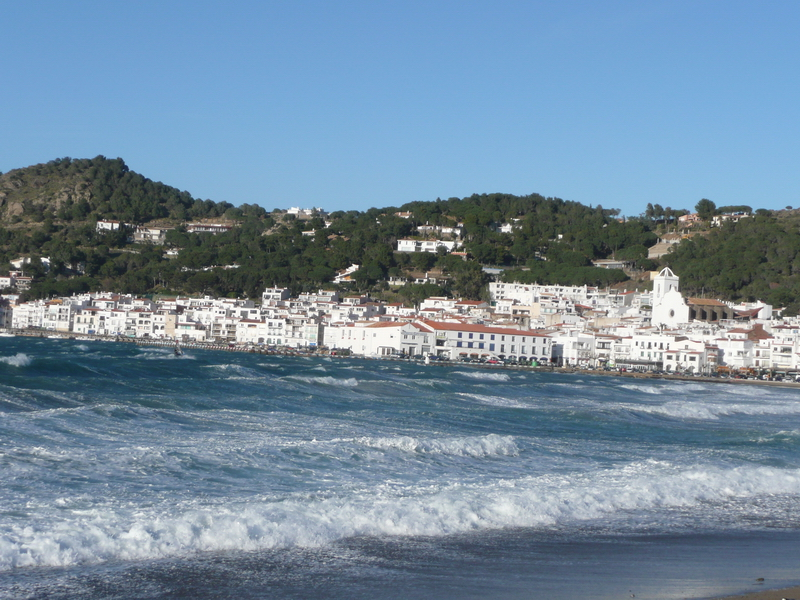
Le village depuis la Plajta de L'Arola.
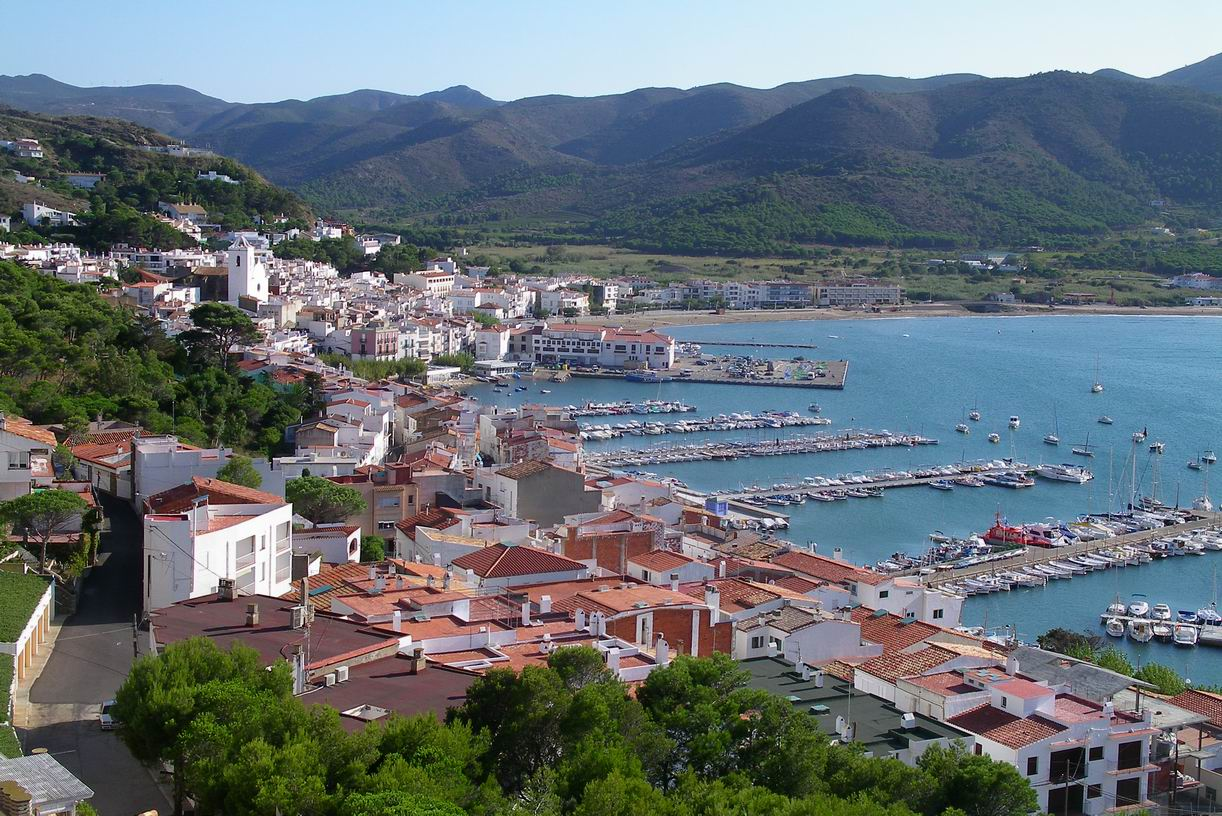
Vue d'ensemble du port et du village.
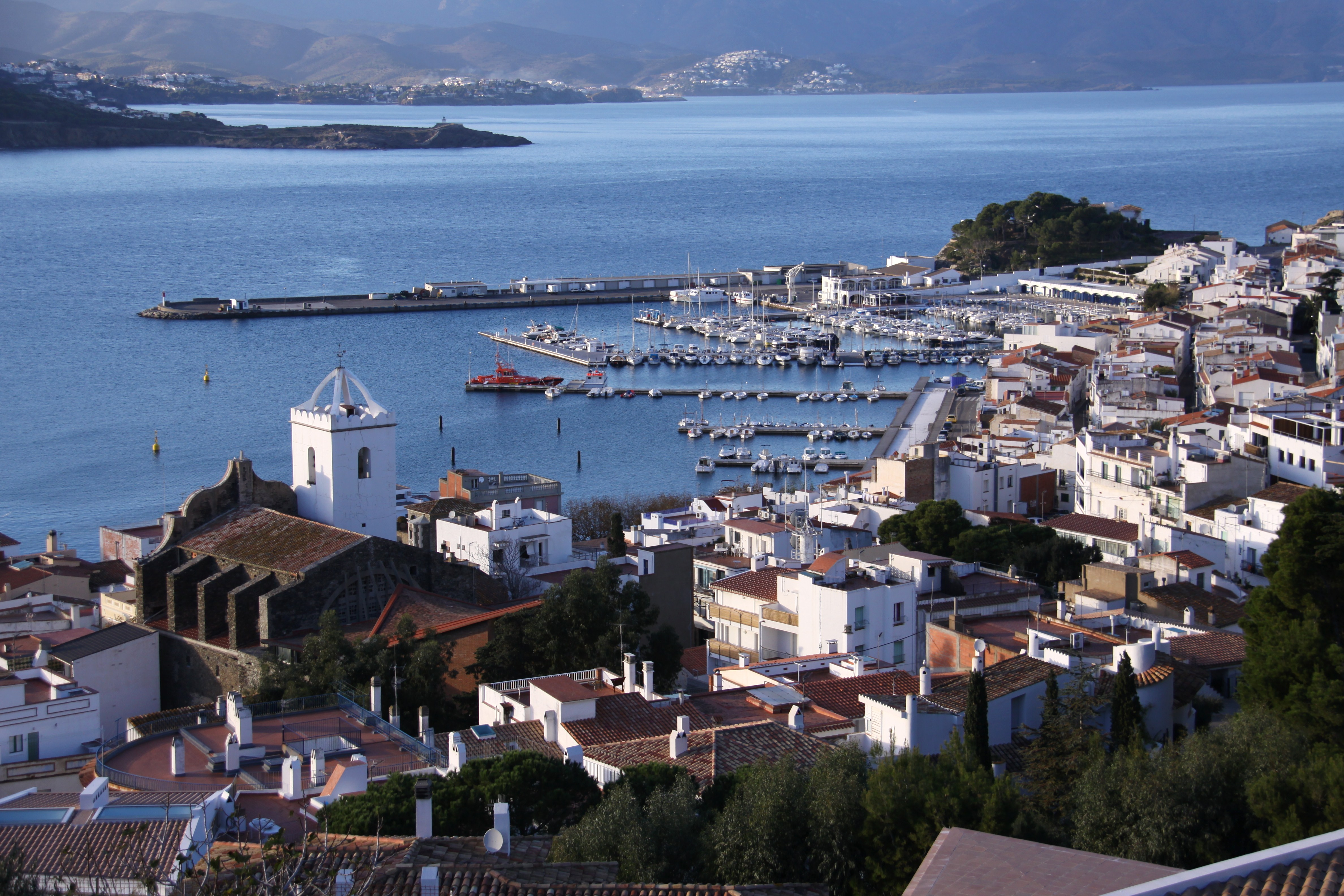
Vue générale du port depuis la colline.
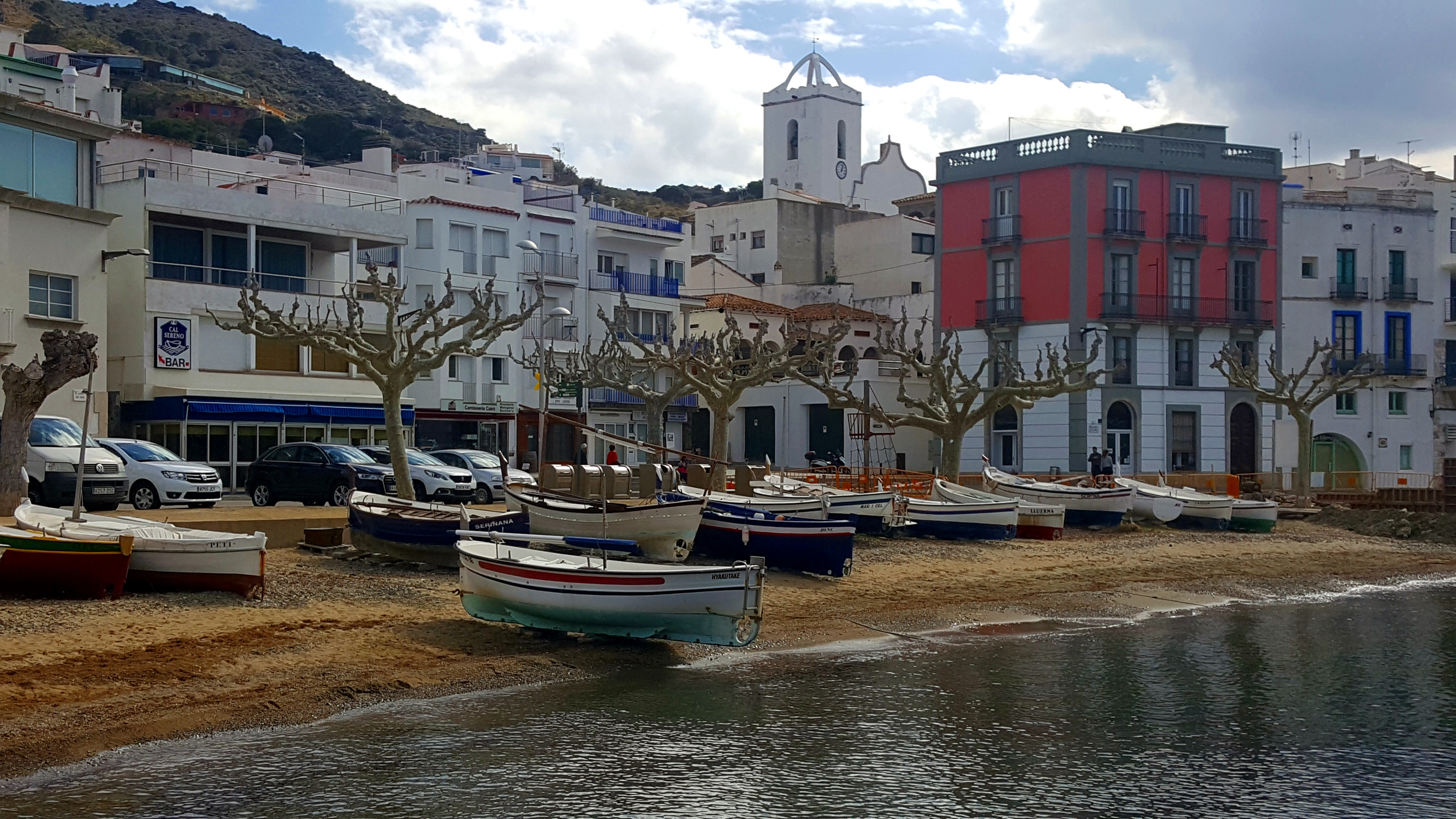
Le centre du bourg.
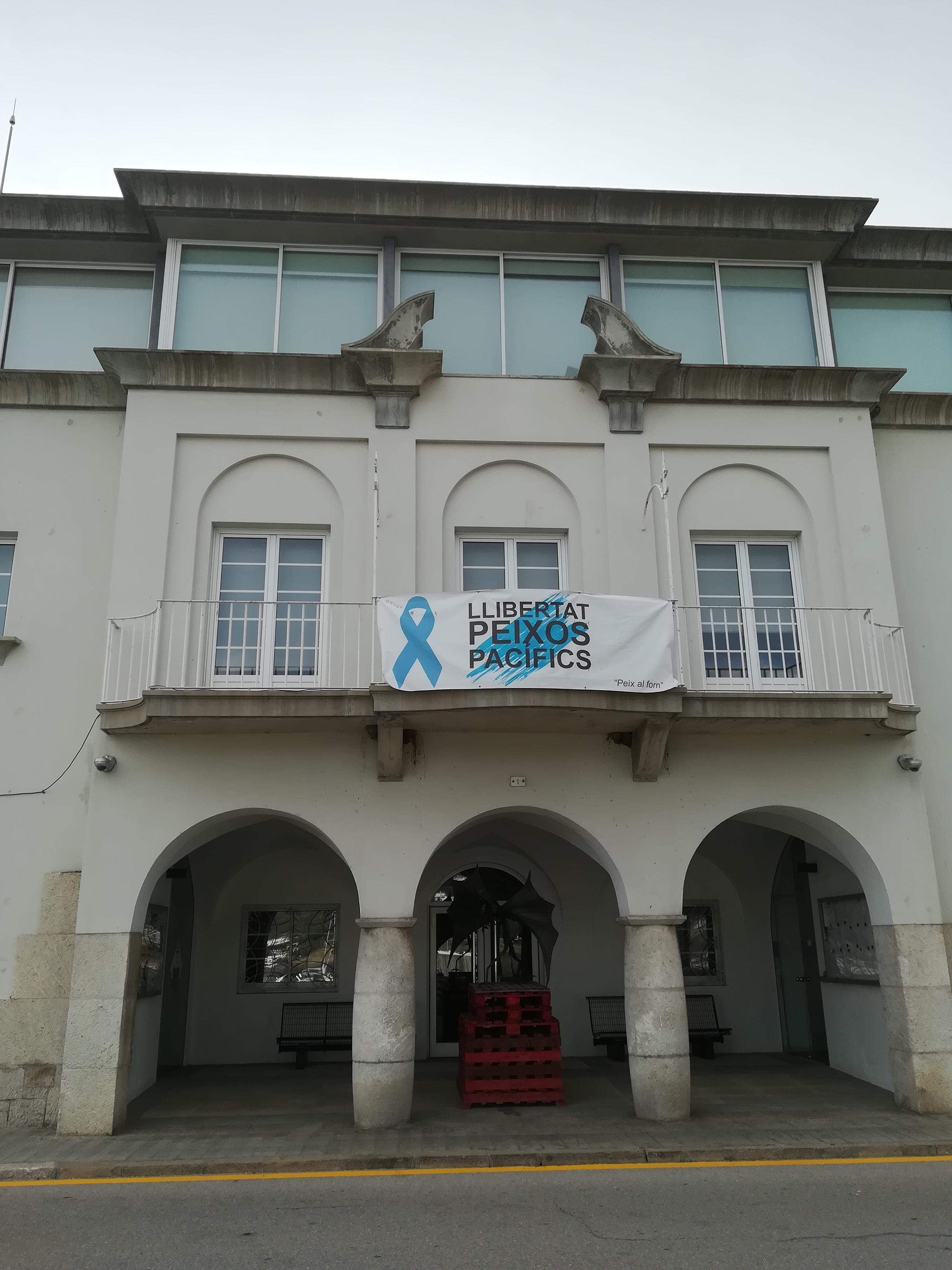
L'hôtel de ville.
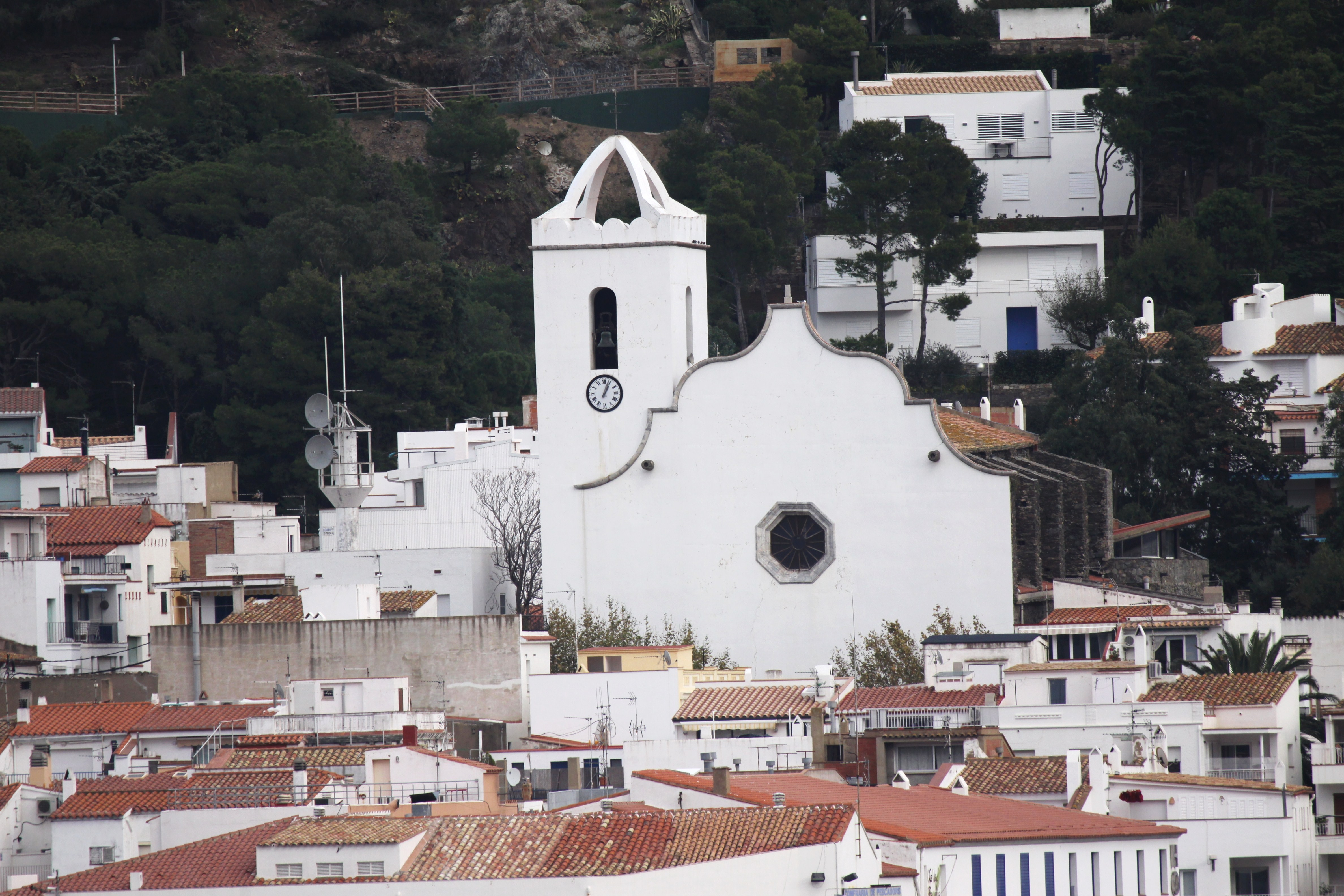
L'église Santa Maria de les Neus.